# شرة خور
شرة خور هي قرية في مقاطعة سردشت، إيران. عدد سكان هذه القرية هو 14 في سنة 2006.